# خالد بن إبراهيم السليطي
د. خالد بن إبراهيم السليطي (بالإنجليزية:   Dr. Khalid Bin Ibrahim Al-Sulaiti)‏، مدير عام مؤسسة الحي الثقافي كتارا، منذ العام 2012. تقلد الدكتور السليطي عدة مناصب قيادية وادارية في قطر والخارج شملت قطاع الثقافة والتعليم والبنوك والمؤسسات المالية بالإضافة إلى عضوية مجلس إدارة لعدة شركات في قطر والكويت والأردن. لديه سجل كبير من الانجازات والتفكير الاستراتيجي والابتكار وإدارة المشاريع وفرص تحسين الكفاءة والجودة والأداء العام وتقديم قيمة مضافة إلى أداء المؤسسات. السليطي حاصل على دكتوراه في التسويق عام 1997 من جامعة Strathclyde University, Scotland-UK، وأيضا حاصل على ماجستير في الإدارة المالية عام 1994 من جامعة University of Bridgeport-USA.

## الانجازات في قطاع الثقافة
- تدشين جائزة كتارا للرواية العربية وهي تعد من المبادرات الكبيرة التي تعنى بتكريم المبدعين والفنانين القطريين والعرب.[2]
- أشرف على العديد من مهرجانات وفعاليات ثقافية سنويا أهمها: مهرجان المحامل التقليدية- مهرجان الصقور- حلال هل قطر- بطولة القلايل للمقناص–فعاليات اليوم الوطني.[3][4]
- ساهم في إصدار عدة كتب واصدارات ودوريات ومنشورات، تشمل «قطروتراثها البحري»–» القلاع والحصون والأبراج في قطر» –» كتارا بعيون قطرية»–» العمارة والفنون»–» الغوص»–» مجلة الضاد للأطفال»–» مجلة بروق الدورية»– تقرير كتارا السنوي.[5]
- أشرف على تأسيس ستوديو كتارا - ملتقى كتارا الثقافي- منتدى العلاقات العربية والدولية– جمعية القلايل –جمعية القناص - مجلس الشعراء– جمعية الحمام الزاجل.
- دعم المراكز الثقافية في كتارا: اذاعة صوت الخليج-المركز الثقافي للطفولة- مركز بداية- أكاديمية قطر للموسيقى – مجلة بروق – متحف قطر للطوابع – مجسم متحف قطر – مركز قطر للفنون وغيرها.
- حرص على تنفيذ فعاليات ثقافية وتعليمية بالشراكة مع مختلف المراكز داخل المؤسسة وتقديم فعاليات وفنون ثقافية تعتني بأطياف المجتمع ومكوناته، وتخصيص فعاليات متنوعة موجهة للأسرة والأطفال والمرأة الشباب والمبدعين والمثقفين والاهتمام بالتراث والموروث الثقافي القطري.
- ساهم بتأسيس إذاعة وتلفزيون كتارا، وانتاج ثقافة منخفضة التكلفة عالية القيمة مع التركيز على محتوى ثقافي عالي الجودة، والتحول العملي نحو نمط إنتاج المعرفة في البنية الثقافية والاعتماد على المخزون الثقافي القطري ورسم علاوة تجارية فريدة للمؤسسة محليا ودوليا وترويج سمعة المؤسسة في المحافل المحلية والإقليمية والدولية من خلال تمثيلها أفضل تمثيل يعكس الوجه الحضاري والثقافي للدولة وفقا لرؤية قطر الاستراتيجية.[6]

## الجوائز الدولية
اختير من بين أقوى 500 شخصية في الشرق الأوسط، مجلة العرب بزنس، العام 2011.

## المؤلفات والبحوث
شارك د. خالد في عدة مؤلفات وأوراق عمل خاصة بالبنوك ودراسات السوق:
- السليطي، (2006) – «سلوك المستهلكين العرب اتجاه استخدام البطاقة الائتمانية» - تحليل مقارن للمستهلكين في جميع أنحاء دول الشرق الأوسط - Journal of Transnational: Management, Vol 12, Issue 1, USA.
- السليطي، (2005)- «اختبار ديناميكية سلوك أسعار الأسهم في سوق الدوحة للأوراق المالية» مجلة البيع الدولي وإدارة المبيعات، Vol.11، NO.2، pp.79-99 -المملكة المتحدة.
- السليطي (2005) - «استخدام التحليل متعدد المتغيرات لتحديد أثر العوامل الديموغرافية للمستثمرين في اختيار وسيط في سوق الدوحة للأوراق المالية» - مجلة التسويق الدولي وبحوث التسويق، Vol.30، No.1، وهيpp.27–33 -المملكة المتحدة.
- السليطي، الخليفي، الخطيب (2002) - «رضا المستهلكين القطريين من خدمات البنوك»- مجلة العلوم الإدارية والاقتصاد، جامعة قطر.
- السليطي، (2001) -» سلوك المستهلكين في قطر اتجاه البنوك التقليدية والبنوك الإسلامية والبنوك الأجنبية.» المركز الوطني للبحوث الاقتصادية، جامعة قطر، 09 أبريل2001.
- الخليفي، السليطي، الخطيب (1999)– «الأداء المصرفي والنمو الاقتصادي في قطر» - مجلة العلوم الإدارية والاقتصاد، جامعة قطر.

## وصلات خارجية
- خالد السليطي مديرا عاما لـ (كتارا)
- خالد السليطي: كتارا يخطو نحو العالمية